# Lijst van beelden in Westerveld
Dit is een (onvolledige) chronologische lijst van beelden in Westerveld. Onder een beeld wordt hier verstaan elk driedimensionaal kunstwerk in de openbare ruimte van de Nederlandse gemeente Westerveld, waarbij beeld wordt gebruikt als verzamelbegrip voor sculpturen, standbeelden, installaties, gedenktekens en overige beeldhouwwerken.
Net als in andere Drentse gemeenten, is het oudste beeld in Westerveld een monument ter nagedachtenis aan de Tweede Wereldoorlog. In dit geval dat voor de omgekomen Franse piloot luitenant François d'Alligny. Overigens werd in Diever pas in 1992 een zwerfkei geplaatst, waarop de namen van in de oorlog omgekomen Dievenaren worden vermeld.
Voor een volledig overzicht van de beschikbare afbeeldingen zie: Beelden in Westerveld op Wikimedia Commons.
| Geplaatst | Omschrijving                                                 | Kunstenaar             | Straat                     | Plaats          | Materiaal                     | Afbeelding |
| --------- | ------------------------------------------------------------ | ---------------------- | -------------------------- | --------------- | ----------------------------- | ---------- |
| 1939      | Herinneringsbank aan burgemeester Hendrik Gerard van Os      | onbekend               | Ten Darperweg/Hoofdstraat  | Diever          | natuursteen                   |            |
| 1947      | monument voor luitenant François d'Alligny                   |                        | Van Helomaweg 25           | Havelte         | natuursteen                   |            |
| 1959      | Het leven                                                    | Anno Smith             | Brink                      | Diever          | keramiek                      |            |
| 1967      | Zonder titel                                                 | Don Englander          | Brink                      | Vledder         | bianco del mare               |            |
| 1971      | Titania en Spoel de Wever, scène uit Een midzomernachtsdroom | Arie Teeuwisse         | Brink                      | Diever          | brons                         |            |
| 1989      | Parel van Drenthe                                            | Bert Kiewiet           | bij voormalig gemeentehuis | Havelte         | brons en plexiglas            |            |
| 1992      | Oorlogsmonument                                              | onbekend               | Bosweg                     | Diever          | brons                         |            |
| 1993      | Berichtgeving                                                | Bert Kiewiet           | De Rolle                   | Vledder         | brons, zwerfkei               |            |
| 1997      | Juffer van Batinghe                                          | Charles Henri          | bij N.H. kerk              | Dwingeloo       | brons                         |            |
| 1996      | De omgekeerde Kroon                                          | Klaas Kleine (ontwerp) | bij Openluchttheater       | Diever          | ijzer                         |            |
| 1996      | Zwammen                                                      | Onno de Ruijter        | Lesturgeonplein            | Vledder         | brons                         |            |
| 1998      | De Brugwachter                                               | Jef Depassé            | 2e Uffelterbrug            | Uffelte         | messing                       |            |
| 1999      | Het behagen                                                  | Charles Henri          | bij Heluto BV              | Diever          | brons                         |            |
| 2000      | Rustbed voor een reiziger                                    | Mark Witteveen         | Lesturgeonplein            | Vledder         | staal                         |            |
| 2001      | Balans                                                       | Guido Geelen           | Haarsluis                  | bij Geeuwenbrug | Gelakt staal en verguld brons |            |
| 2004      | Zonder titel 1237                                            | Steef Roothaan         | Uffeltersluis              | Uffelte         | brons                         |            |
| 2015      | 975 jaar Uffelte                                             |                        | Dorpsstraat                | Uffelte         | steen                         |            |
| 2023      | Zwerfkei met plaquette voor Jan Roelof Kruithof              |                        | Piet Soerplein             | Havelte         | steen en kunststof            |            |